# Triolet

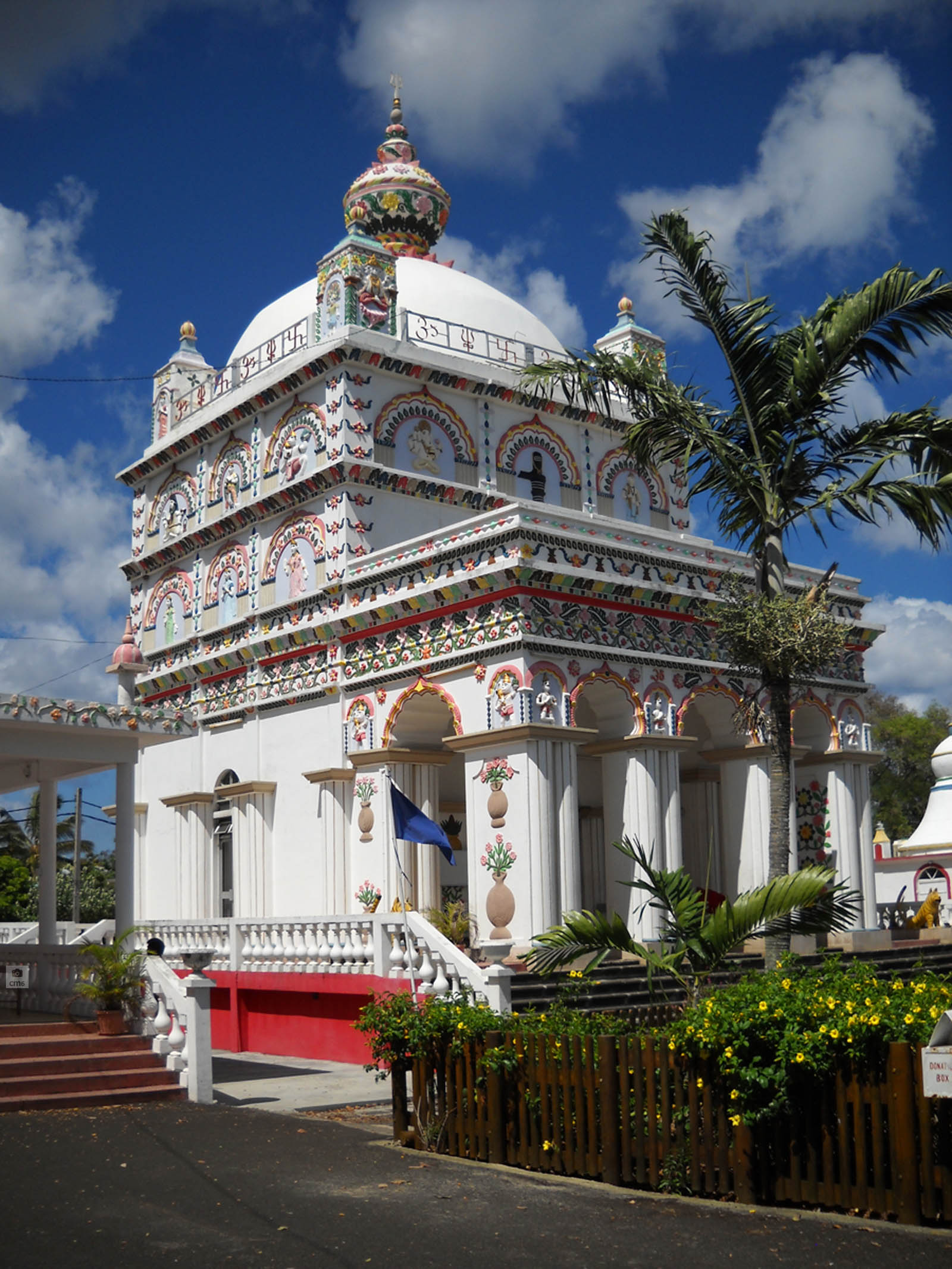
O Templo Maheswarnath, localizado na cidade.

Triolet é uma cidade das Maurícia, localizada no distrito de Pamplemousses. Fica a exatos 11 quilômetros de Port Louis, a capital da ilha. A cidade está situada perto da costa noroeste da ilha. De acordo com o censo populacional de 2016, Triolet tinha 24 073 habitantes e uma densidade populacional de 2764 habitantes por km², numa área de 8,71 m². A densidade populacional é superior à do município de Vacoas-Phoenix que é de 1.948 habitantes por km².
Ao norte de Triolet estão Trou-aux-Biches, Mont Choisy e Grand-Baie, que são vilas costeiras, enquanto a oeste estão Pointe-aux-Piments e Balaclava. Ao sul fica o Arsenal e a leste estão Morcellement St André e Plaine des Papayes.
A palavra "Triolet" tem suas origens em um tipo muito específico de poema francês, anterior ao renascimento francês. Um "Triolet" ou um "Triplet", denota um tipo muito específico de poema. Triolet é a forma mais antiga e simples de poesia que foi usada durante a idade de ouro da poesia lírica.
O Triolet também é um método de cronometragem na música clássica ocidental, onde a escala de tempo de uma nota é dividida em 3 divisões distintas (em vez de 2), que podem ou não ter a mesma duração. Sendo três, dá origem à palavra Triolet, o equivalente francês de trigêmeo. Isso é demonstrado no artigo sobre a música ocidental.

## Religião
Os primeiros peregrinos a visitar Ganga Talao em 1898 eram de Triolet e eram liderados por Pandit Giri Gossayne, oriundo de Terre Rouge.
No mesmo ano, o templo hindu Maheswarnath Mandir foi construído sobre as ruínas de um antigo engenho de açúcar. Hoje o complexo é composto por meia dúzia de templos e fica ao lado de Ganga Talao, o maior complexo de templos da ilha.
A comunidade muçulmana frequenta a Mesquita Masjid-E-Noor e a Mesquita Muçulmana Ahmadiyya Umar. A Sociedade Internacional para a Consciência de Krishna (ISKCON) construiu um templo nos arredores.
Desde 1964, Triolet é sede da paróquia católica de Notre Dame de Fátima.

## Economia
A economia do setor é agrícola com o cultivo de cana-de-açúcar em terras pertencentes a fazendeiros independentes de origem indiana ou a grandes propriedades agrícolas (como antigamente a de La Solitude). Uma parte da população nativa ou crioula, desde as mudanças dos anos 1970-1990, evoluiu para o setor turístico ou para as novas tecnologias. O comércio também cresceu.

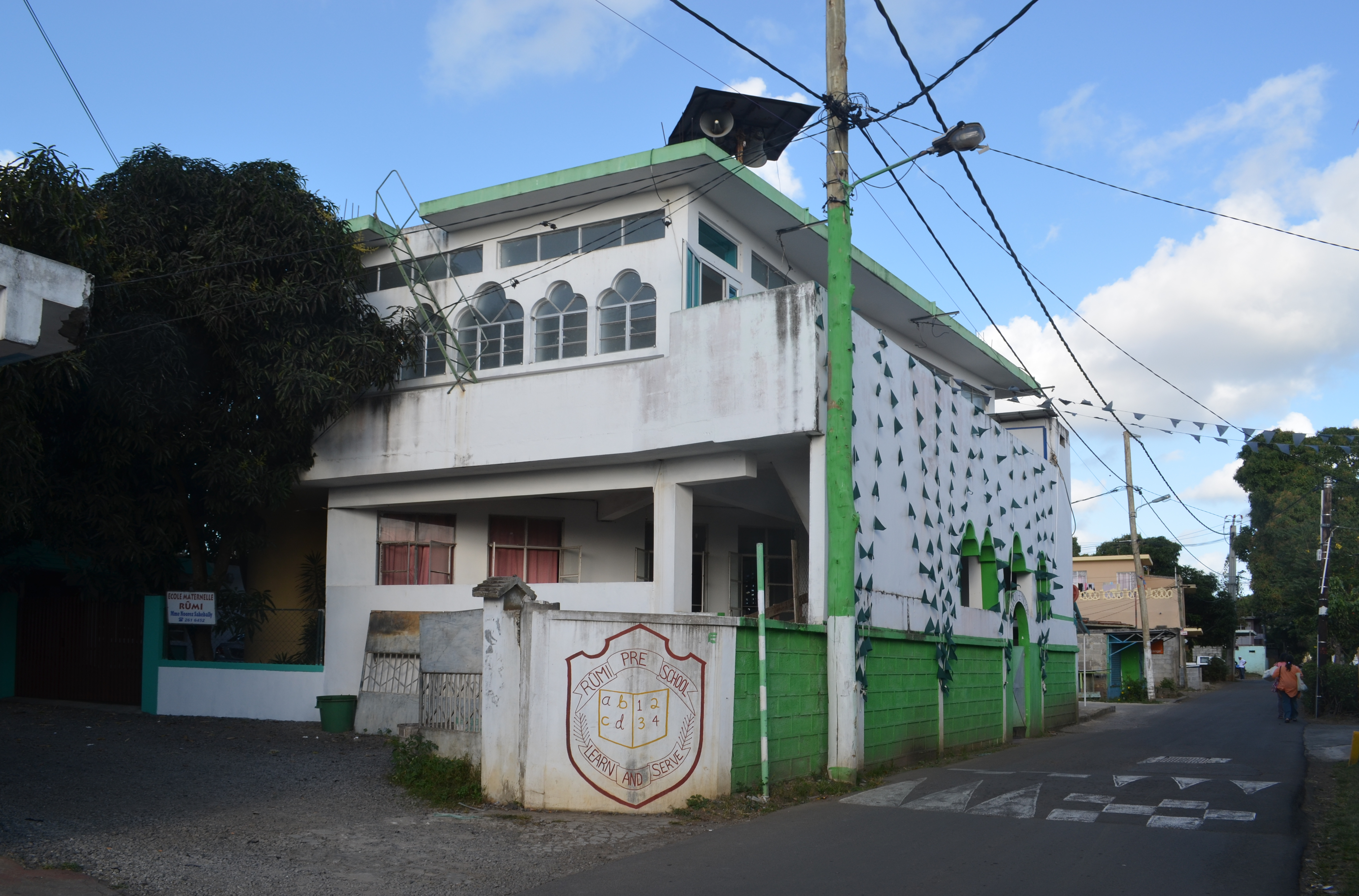
Masjid-E-Noor
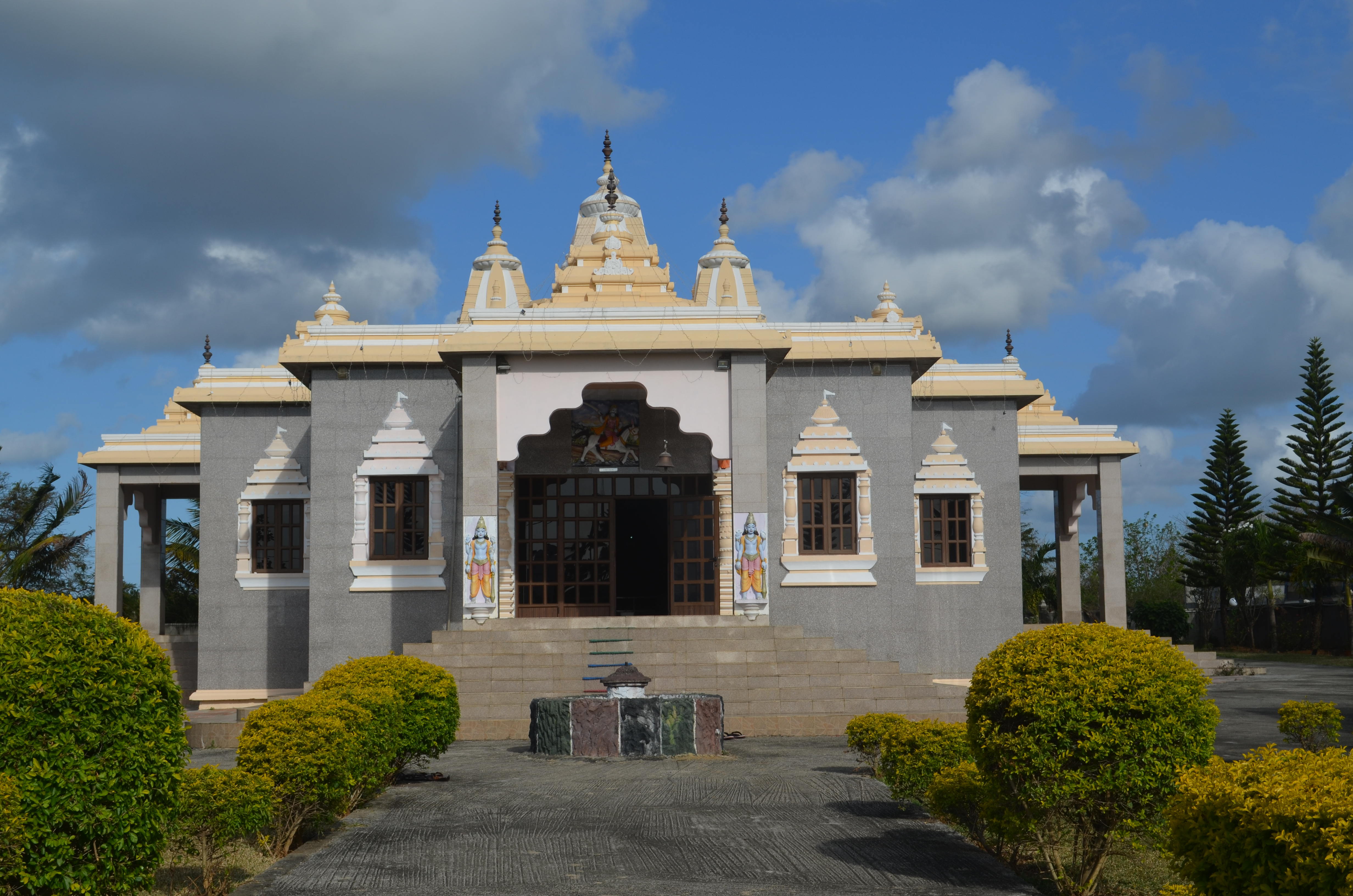
ISKCON